# شاهی‌جانی
شاهی‌جانی، روستایی است از توابع بخش بوشکان در شهرستان دشتستان استان بوشهر ایران.

## جمعیت
این روستا در دهستان پشتکوه قرار داشته و براساس سرشماری سال ۱۳۸۵ جمعیت آن ۱۵۱نفر (۳۷خانوار) می‌باشد.